# Господарят на хаоса
Господарят на Хаоса (на английски: Lord of Chaos) е шеста част от фентъзи поредицата „Колелото на Времето“ от американския писател Робърт Джордан. Издадена е от Tor Books на 15 октомври 1994 г. и е номинирана за награда „Локус“ като Най-добър фентъзи роман през 1995 г. Книгата се състои от пролог, 56 глави и епилог. Това е първата книга от поредицата, която има епилог.

## Сюжет
Избягалата кралица на Андор, Мургейз Траканд бяга в Амадиция да търси помощ в завръщането си на трона, но е взета като пленница на лорд капитан командира на Чедата на Светлината, Педрон Ниал.
В отговор на разгласената амнистия за преливащи мъже, Мазрим Таим, бивш Лъжедракон, предизвикал опустошения в Граничните земи, се заклева във вярност на Ранд ал-Тор. Ранд му възлага задачата да поведе и обучава новосформираните Аша'ман в така наречената Черна кула.
Ранд е дипломатично „ухажван“ и от бунтовничките Айез Седай в Салидар, които изпращат мисия в Кемлин, и от Бялата кула, която праща делегация в Кайриен.
В Емондово поле Перин Айбара, завръщащ се в историята след отсъствието му от предишната книга, усеща придърпването на тавирен и заминава за Кемлин да търси Ранд.
Погрешно вземайки салидарските Айез Седай за малобройни и изплашени, Ранд праща при тях Мат Каутон да вземе Елейн Траканд и да ги накара да се закълнат във вярност. Мат открива, че Егвийн ал-Вийр е провъзгласена за Амирлин на бунтовничките и когато тя праща Нинив ал-Мийра и Елейн в Ебу Дар да търсят тер-ангреал, който би преустановил контрола на Тъмния над климата, Мат отива с тях.
Скоро след като Перин се присъединява към него Ранд е тайно отвлечен от Айез Седай на Елайда, които заминават обратно към Тар Валон. По пътя Ранд е измъчван постоянно и жестоко, което има дълготраен ефект върху неговата психика. Научил за отвличането, Перин повежда смесена сила от следовници на Ранд след Айез Седай, което води до драматичната битка при Думайски кладенци. На края на тази битка бунтовничките Айез Седай са принудени да се закълнат във вярност на Преродения дракон, докато пленените жени от Бялата кула, измъчвали Ранд, остават пленнички.

## Битката при Думайски кладенци
Битката при Думайски кладенци се случва в глава 55 на книгата.

### Участници

#### Поддръжници на Дракона
Водени от Перин Айбара
Вълци
1000
Водени от Перин Айбара
Мъже от Две реки
300 стрелци
Водени от Данил Луин
Кайриенци
500 мъже
Водени от Добрайн Таборвин
Крилатата гвардия на Майен
200 мъже
Водени от Хавиен Нурел
Аша'ман
200 Аша'ман
Водени от Мазрим Таим (М'хаил)
Айез Седай от Салидар
9 Айез Седай и техните 16 Стражника
Мъдри
94 Мъдри
Водени от Мъдрата Сорилея
Айилци
5000 айилци от различни общества
участват само Деви на Копието и сисвай-айман, другите не смеят да се бият срещу Айез Седай
различавани от Шайдо посредством червен план, завързан на ръката им (Деви) или на главата (сисвай-айман)
Водени от Руарк, вожд на клана Таардад Айил

#### Противници на Дракона
Водени от Галина Касбан от Червената Аджа, тайно от Черната
Айез Седай от Кулата
общо 33, включително самата Галина
водени от Галина Касбан
Шайдо Айил
Около 40 000 Шайдо
Водени от Севанна, вдовица на Куладин
Младоци
600 младежи, облечени в зелено
Водени от Гавин Траканд

### Битката
Армиите, поддържащи Ранд са позиционирани на хребет, опасващ Думайски кладенци. Шайдо предават Айез Седай и обграждат фургоните, където стоят Айез Седай, опитвайки се безуспешно да пробият защитите им и да отвлекат Ранд.
Мъжете от Две реки, кайриенците, айилците и Крилатата гвардия се спускат към долината след атаката на вълците, командвани от Перин. Мъдрите и салидарските Айез Седай трябва да останат на билото. Но по време на битката Перин вижда, че и Айез Седай са се включили.
Поддръжниците на Ранд си пробиват път в долината, но не могат да отидат по-далеч, тъй като противникът ги превъзхожда числено. В разгара на битката около 200 Аша'ман под командата на Мазрим Таим Пътуват до Думайски кладенци, появяват се през Праговете си и незабавно започват да убиват всеки Шайдо, попаднал пред очите им. Така ходът на битката се обръща.
Когато три от Айез Седай на Елайда, поддържащи щита над Ранд, напускат, за да се включат в битката (и така оставяйки само три жени да поддържат щита), Ранд успява да пробие заслона благодарение на спомените на Луз Терин Теламон и усмирява и трите Айез Седай, засланящи го в този момент. Ранд намира Мин под парчетата на експлодиралия сандък, но тя е невредима. Той прерязва въжетата ѝ и я води към битката. Там той започва да вкарва в безсъзнание и да убива още от Айез Седай на Елайда, отслабвайки позициите им срещу Шайдо и техните Мъдри — тъй като използва сайдин, те не могат да го засекат. Гавин Траканд пристига и иска да отведе Мин, но тя отказва и казва на Гавин, че сестра му Елейн обича Ранд. Гавин, вярвайки на слуховете, че Ранд е убил майка му, се заклева, че един ден ще види Дракона мъртъв, а после се обръща и се оттегля заедно с Младоците.
200 Аша'ман създават купол от Въздух около фургоните, за да задържат останалите Шайдо вътре. Те държат 23 от Айез Седай от Кулата като заложнички. Някои от съюзниците на Ранд също са в купола, като Перин и Лоиал. Останалите му поддръжници все още се бият извън купола. Щитът не може да се вдигне и да освободи Перин и Лоиал без да пусне Шайдо.
Така че Ранд нарежда на Аша'ман да „пратят съобщение“ на Севанна. Надява се, че съюзниците му извън купола ще видят какво става и ще се отдръпнат преди да бъдат ранени. Мазрим Таим, М'хаил на Аша'ман им нарежда да вдигнат купола на височина две педи. Шайдо Айил вътре са убити секунда по-късно — те буквално избухват, когато вълните, запредени от Аша'ман, ги докосват. „Превъртането на земеогъня“ кара земята около купола да се разцепи и да бълва огън. Ужасените Шайдо се разцепват и бягат, оставяйки хиляди мъртви зад себе си.
След битката девет Айез Седай от Салидар отиват да поздравят Ранд. Но той е вбесен от това, че са пренебрегнали заповедите и са довели повече от допускания от него брой Сестри, и им предлага избор между съдбата на Айез Седай от Кулата или да му се закълнат във вярност. След като Мазрим Таим добавя „Коленичете пред лорд Дракон, за да не бъдете накарани насила“, те се подчиняват и се заклеват.